# Diva (canal TV)
Diva (fostul Diva Universal) este un canal de televiziune care transmite filme și seriale destinate femeilor.
A fost lansat în România pe 3 octombrie 2010 ca și Diva Universal în locul canalului Hallmark Channel  
Din 24 septembrie 2014, canalul Diva Universal fost redenumit Diva.
Din 24 martie 2025, televiziunea emite și în format HD, la furnizorul Orange.

## Seriale
- Anatomia lui Grey[4]
- Aproape legal[4]
- Castle
- Crimele din Midsomer
- Cu sânge rece[4]
- În mintea criminalului
- Mercy[4]
- Monk
- Neveste disperate[4]
- Obsesie criminală[4]
- Soții de militari[4]
- Unghi invers[4]
- Verdict final[4]